# Ярич Іван Якимович
Іва́н Яки́мович Я́рич (нар. 27 серпня 1943, с. Велика Тур'я, Долинський район, Івано-Франківська область) — український письменник-гуморист, журналіст. Член Національної спілки письменників України. Брат скульптора Василя Ярича.

## Життєпис
Народився в багатодітній сім'ї сільського кравця у селі Велика Тур'я на кордоні Львівської та Франківської областей. Навчався у місцевій семирічній школі з 1949 по 1956 рік. Змалку працював на різних роботах, виїжджав на сезонні роботи в колгоспи Одеської, Запорізької областей. У 1959 — 1960 роках навчався у Свердловському будівельному училищі № 43 (м. Свердловськ, Луганської обл.), де здобув фах муляра і там же ж працював в Должанському будівельному управлінні на шахтобудівництві до осені 1961 року. Повернувшись додому, влаштувався у Долинську рембуддільницю № 6, де працював муляром, відтак комірником, одночасно продовжував навчання у Долинській вечірній середній школі. 1963 року мобілізований в радянську армію (1963 — 1966), де закінчив одинадцятий клас середньої вечірньої школи (м. Верхня Салда Свердловської обл.). Демобілізувавшись, повернувся на старе місце праці — в Долинську рембуддільницю на посаду майстра.
1967 року вступив у Львівський державний університет ім. І. Франка (заочне відділення) на факультет журналістики, який закінчив у 1973. З 1969 року почав працювати у Долинській районній газеті «Червона Долина». Працював на посадах старшого літпрацівника, завідувача відділом, відповідальним секретарем. У 1975 — 1977 роках стаціонарно навчався на факультеті журналістики Київської ВПШ. Після закінчення — знову в Долинській районні газеті «Червона Долина» працював заступником головного редактора до 1989 р. З 1989-го до серпня 1990-го був головним редактором Коломийської міськрайонної газети «Червоний прапор». З серпня 1990 року — головний редактор Долинської районної газети «Свіча». Публікувався в газетах, альманахах, журналах України, канадському журналі «Всесміх», за гуморесками знімалися телесюжети, що їх транслювали по українському телебаченню.
Автор книжок гумору і афоризмів — «Фіма забембаний» (1993), «Цьомчик» (1995), «Масні кавалки» (1998), «Поцюники, або Каліф на годину» (1999), «Повна хата вар'ята» (2001); «Кохайлик-усміхайлик» (2003), «Базікли» (2008), «Уsміхнені zлидні» (2009); модерної поезії: «Вхід через задні двері» (1996), «?!?!? або Ad absurdum» (1997), «Майн кайф» (1997), біографічного довідника «Тисячоліття в обличчях» (2003).
Був депутатом Долинської районної ради третього демократичного скликання (1998−2002). Одружений, має двох синів.